# Winnica (Garb Tenczyński)
Winnica – wzgórze o wysokości 391 m n.p.m. Znajduje się na Garbie Tenczyńskim, w miejscowości Rudno w województwie małopolskim, przy zachodniej stronie Zamku Tenczyn.